# Phavaraea rectangularis
Phavaraea rectangularis là một loài bướm đêm thuộc họ Notodontidae. Nó là loài duy nhất được tìm thấy ở Guiana thuộc Pháp.